# Svetovno prvenstvo v smučarskih poletih 1994
Svetovno prvenstvo v smučarskih poletih 1994 je bilo trinajsto Svetovno prvenstvo v smučarskih poletih, ki je potekalo 20. marca 1994 na Velikanki bratov Gorišek v Planici, Slovenija. Branilec naslova je bil Noriaki Kasai.
Andreas Goldberger je 17. marca v 1. seriji na prostem treningu z 202 metri kot prvi človek uspel preleteti magično mejo 200 metrov, a je pri tem podrsal z rokami. Samo nekaj minut kasneje pa je Toni Nieminen pri 203 metrih obstal na nogah in se v zgodovino zapisal kot prvi človek v zgodovini, ki je uradno preletel mejo 200 metrov in pri tem obstal na nogah.
Na tem prvenstvu je še zadnjič pred ukinitvijo veljalo sporno pravilo 191 metrov, pri katerem niso prištevali točk pri daljših poletih od teh razdalje. Sploh prvi, ki je v četrtek 17. marca na tem prvenstvu preizkusil to prenovljeno letalnico je bil prvi predskakalec Miran Tepeš.
Zlato medaljo je osvojil Jaroslav Sakala, srebrno Espen Bredesen, bronasto pa Roberto Cecon. Ker je v soboto 19. marca tekmovanje zaradi premočnega vetra v celoti odpadli, izpeljali niso namreč niti enega skoka, so tako v nedeljo 20. marca izpeljali le 2 od skupno predvidenih 4 serij. 

## Svetovni rekord
| Datum   | Dan     | Št. | Ime                | Daljava (m) | Opomba                                                                                   |
| ------- | ------- | --- | ------------------ | ----------- | ---------------------------------------------------------------------------------------- |
| 17. mar | četrtek | P12 | Martin Höllwarth   | 196.0       | prosti trening; predskakalec                                                             |
| 17. mar | četrtek | 42  | Andreas Goldberger | 202.0       | prosti trening - 1. serija; sploh prvič v zgodovini čez 200 m; neveljaven SR - dotik tal |
| 17. mar | četrtek | 57  | Toni Nieminen      | 203.0       | prosti trening - 1.serija; prvič v zgodovini uradno čez 200 m - obstanek na nogah        |
| 18. mar | petek   | 19  | Christof Duffner   | 207.0       | uradni trening; neveljaven SR - padec                                                    |
| 18. mar | petek   |     | Espen Bredesen     | 209.0       | uradni trening; SR obstal 3 leta                                                         |

## Urnik
| Dan     | Datum   | Dogodek                                    | Najdaljši polet dneva (m) |
| ------- | ------- | ------------------------------------------ | ------------------------- |
| četrtek | 17. mar | Prosti trening (2 seriji)                  | 203.0 - Toni Nieminen     |
| petek   | 18. mar | Uradni trening, kvalifikacije              | 209.0 - Espen Bredesen    |
| sobota  | 19. mar | Posamično, dan 1 (odpovedano, močan veter) |                           |
| nedelja | 20. mar | Posamično, dan 2                           | 199.0 - Roberto Cecon     |

## Rezultati
| Poz | Št. | Skakalec           | 1. skok | 2. skok | Točke |
| --- | --- | ------------------ | ------- | ------- | ----- |
| 1   | 37  | Jaroslav Sakala    | 189,0   | 185,0   | 351,3 |
| 2   |     | Espen Bredesen     | 178,0   | 182,0   | 329,8 |
| 3   |     | Roberto Cecon      | 160,0   | 199,0   | 324,7 |
| 4   |     | Christof Duffner   | 159,0   | 148,0   | 266,4 |
| 5   |     | Lasse Ottesen      | 177,0   | 129,0   | 263,2 |
| 6   |     | Stephan Zünd       | 150,0   | 140,0   | 252,5 |
| 7   |     | Toni Nieminen      | 139,0   | 156,0   | 248,0 |
| 8   |     | Kurt Børset        | 122,0   | 167,0   | 245,3 |
| 9   |     | Jani Soininen      | 138,0   | 149,0   | 239,4 |
| 10  |     | Hansjörg Jäkle     | 129,0   | 153,0   | 237,4 |
| 11  |     | Takanobu Okabe     | 198,0   | 95,0    | 235,2 |
| 12  |     | Janne Ahonen       | 120,0   | 159,0   | 228,8 |
| 13  |     | Andreas Goldberger | 141,0   | 128,0   | 221,3 |
| 14  |     | Janne Väätäinen    | 126,0   | 146,0   | 216,9 |
| 15  |     | Sylvain Freiholz   | 123,0   | 139,0   | 213,4 |
| 16  |     | Werner Haim        | 119,0   | 132,0   | 203,9 |
| 17  |     | Ivo Pertile        | 137,0   | 124,0   | 201,2 |
| 18  |     | Tad Langlois       | 128,0   | 125,0   | 195,6 |
| 19  | 7   | Noriaki Kasai      | 153,0   | 109,0   | 177,9 |
| 20  |     | Tomáš Goder        | 120,0   | 117,0   | 177,4 |
|     |     | Nicolas Jean-Prost | 131,0   | 106,0   | 177,4 |
| 22  |     | Džinja Nišikata    | 168,0   | 95,0    | 170,6 |
| 23  |     | Sepp Zehnder       | 118,0   | 110,0   | 170,2 |
| 24  |     | Werner Rathmayr    | 114,0   | 115,0   | 168,3 |
| 25  |     | Bruno Reuteler     | 108,0   | 116,0   | 162,8 |
| 26  |     | Gerd Siegmund      | 115,0   | 113,0   | 161,1 |
| 27  | 18  | Matjaž Zupan       | 108,0   | 116,0   | 156,3 |
|     |     | Jakub Sucháček     | 109,0   | 115,0   | 156,3 |
| 29  |     | Didier Mollard     | 112,0   | 106,0   | 147,1 |
| 30  |     | Matjaž Kladnik     | 114,0   | 101,0   | 144,0 |
| 31  |     | Naoki Jasuzaki     |         |         | 139,4 |
| 32  |     | Hiroja Saito       |         |         | 137,7 |
| 33  |     | Andreas Beck       |         |         | 136,4 |
| 34  |     | Samo Gostiša       |         |         | 131,1 |
| 35  |     | John Lockyer       |         |         | 128,6 |
| 36  |     | Jérôme Gay         |         |         | 122,4 |
| 37  |     | Vladimír Roško     |         |         | 120,5 |
| 38  |     | Ken Lesja          |         |         | 115,1 |
| 39  | 8   | Kakhaber Tsakadze  | 88,0    |         | 99,4  |
| 40  |     | Jure Žagar         |         |         | 95,6  |
| 41  |     | Johan Rasmussen    |         |         | 94,8  |
| 42  |     | Roar Ljøkelsøy     |         |         | 76,7  |
| 43  |     | Jeremy Blackburn   |         |         | 39,0  |